# Výklenková kaple (Rožany)
Výklenková kaple se sochou Piety Bohosudovské je drobná sakrální stavba, umístěná nad Rožanským potokem při hlavní silnici ve vsi Rožany (místní část města Šluknov). Původní socha Piety pochází z roku 1732, klasicistní kaple je mladší, postavená na počátku 19. století. Stavba je od roku 1993 chráněna jako kulturní památka České republiky.

## Historie
Vznik kaple a sochy Piety úzce souvisí s tradičními poutěmi věřících do baziliky Panny Marie Bolestné v Bohosudově. Ty byly ve Šluknovském výběžku a Horní Lužici velmi oblíbené a každoročně se jich účastnilo množství věřících. Návrat z pouti v roce 1732 poznamenala tragická událost. Poblíž Ústí nad Labem se převrhla loď s padesáti poutníky a většina z nich utonula v Labi. V řece nalezli smrt mimo jiné bratři Hans Christoph a Georg Adam Fabichovi z Rožan. Jejich příbuzní nechali na památku této události postavit naproti mlýnu zvanému Lochmühle kopii Piety Bohosudovské. Socha stála nejprve patrně samostatně nebo ve starší kapli, na počátku 19. století byla umístěna do nově postavené výklenkové kaple.
Po druhé světové válce výklenková kaple zchátrala. Samotnou Pietu poškodili vandalové, hlava sochy Panny Marie se ztratila. Poničená sakrální stavba byla 26. srpna 1993 prohlášena kulturní památkou České republiky. Město Šluknov, které je vlastníkem stavby, zajistilo roku 2012 její celkovou rekonstrukci. Původní Pieta Bohosudovská je umístěna v rumburské Loretě, v kapli se nachází její kopie.

## Popis
Drobná klasicistní výklenková kaple je cihlová, omítnutá. Stojí na kamenném podstavci, střechu tvoří dvě pískovcové desky s římsou na přední straně. Půlkruhově zakončený výklenek lemuje plochá šambrána, ve které jsou patrné otvory po dříve osazené mříži. Ve výklenku stojí pískovcová Pieta Bohosudovská, nad ní je umístěn reliéf znázorňující dva anděly v oblacích, kteří nesou korunu.

## Galerie

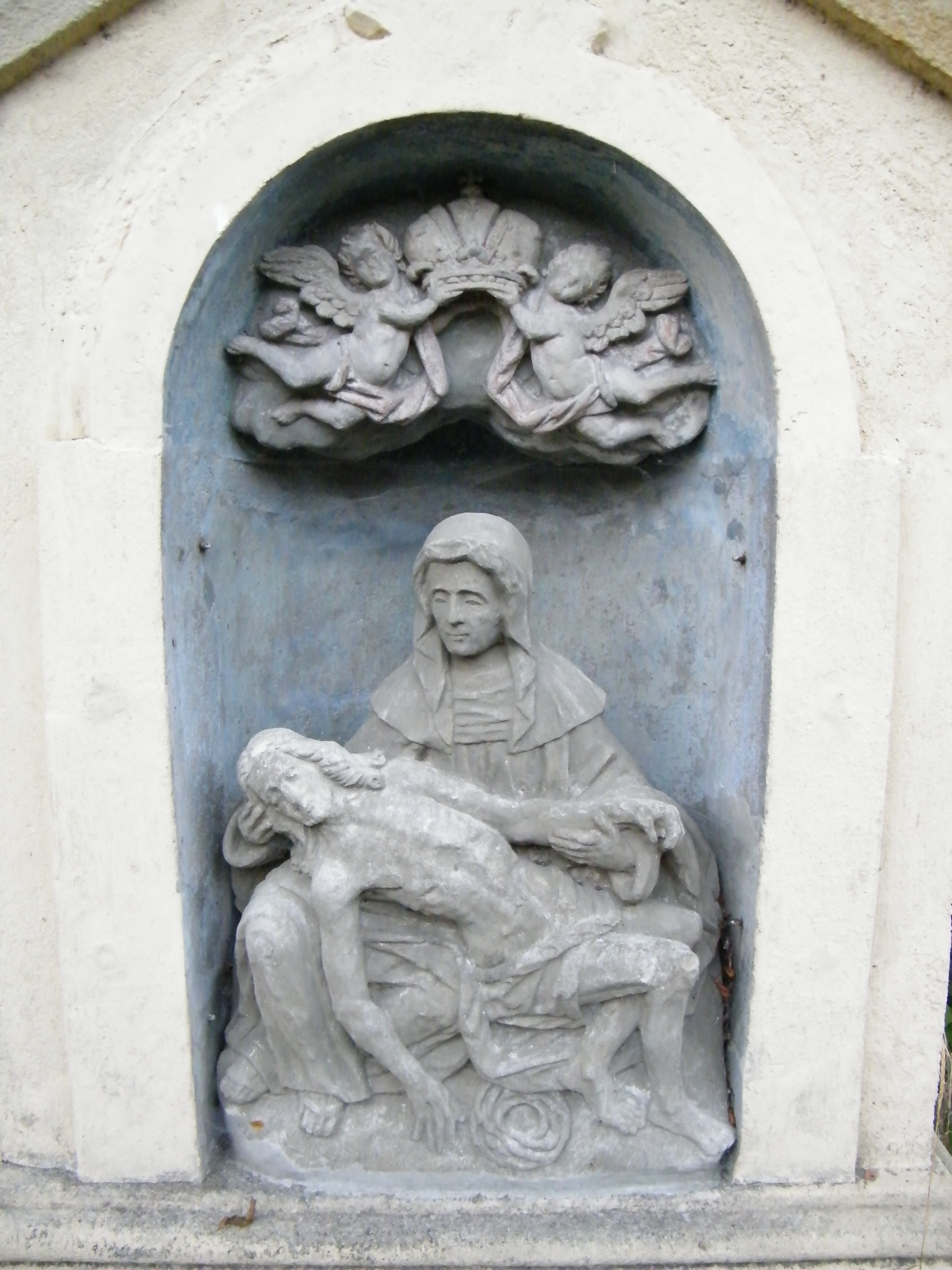
Detail Piety (2016)
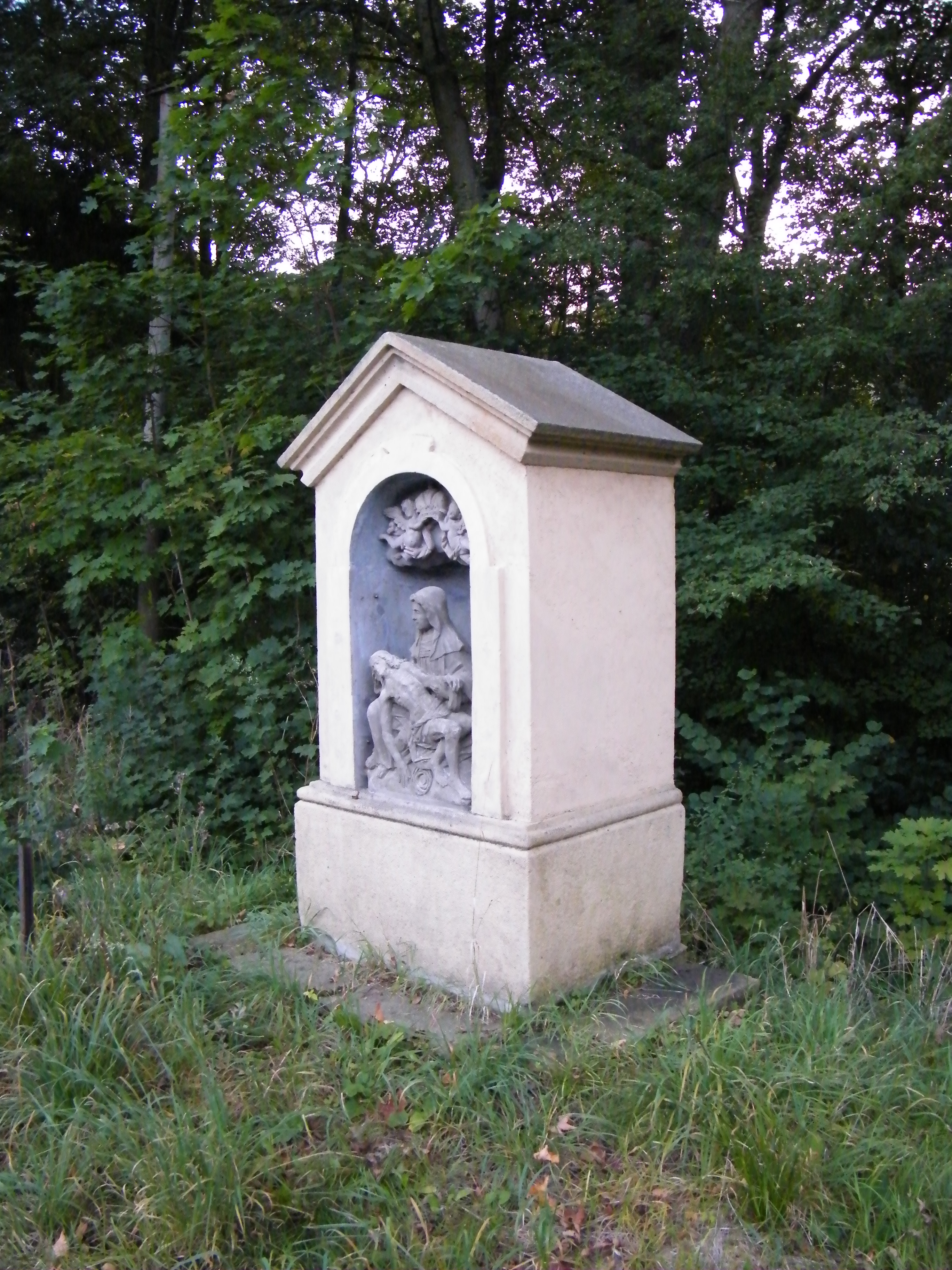
Kaple po rekonstrukci (2016)
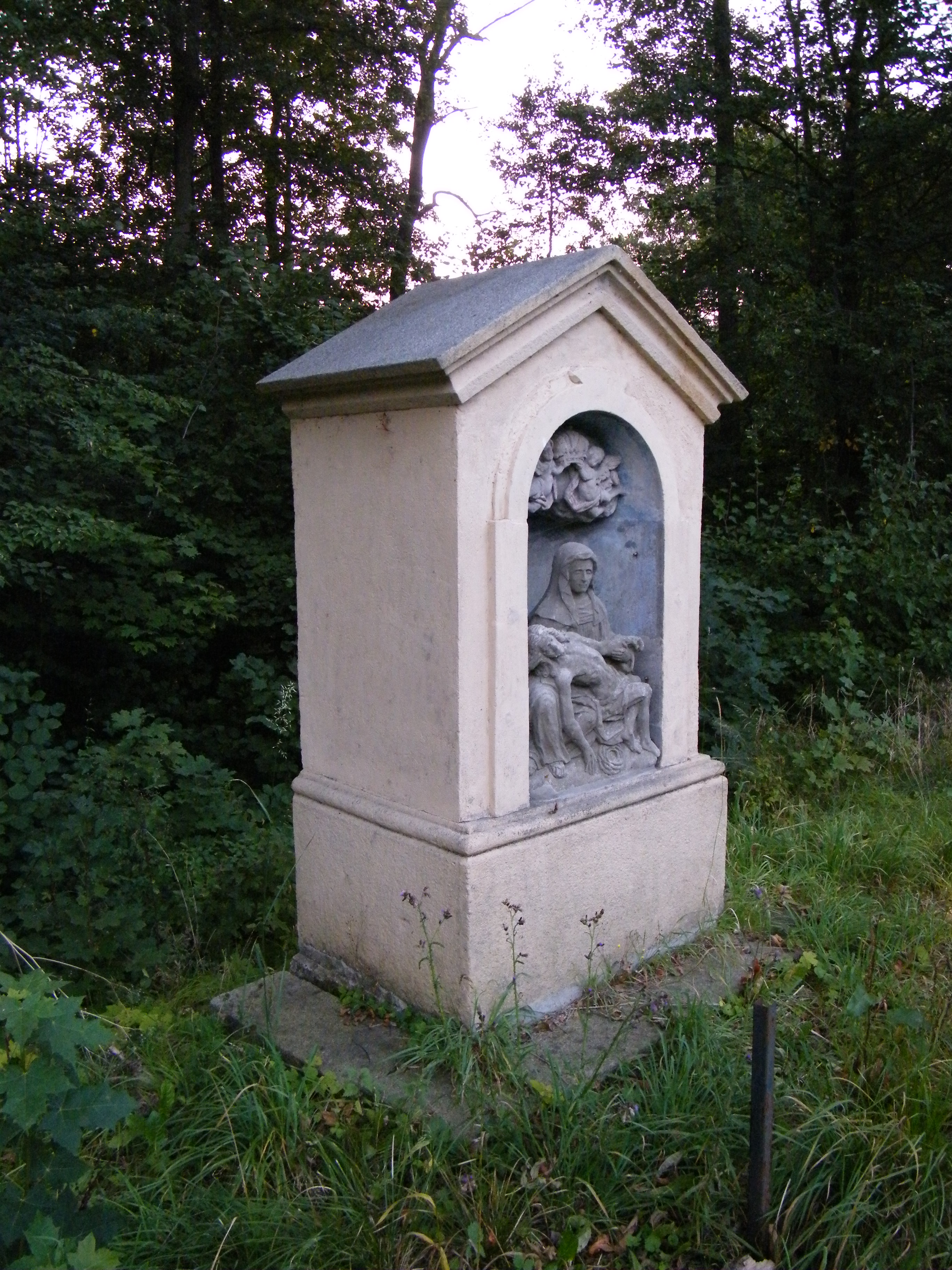
Kaple po rekonstrukci (2016)